# Dasygaster ligniplena
Dasygaster ligniplena är en fjärilsart som beskrevs av Walker 1857. Dasygaster ligniplena ingår i släktet Dasygaster och familjen nattflyn. Inga underarter finns listade i Catalogue of Life.